# Nassigny
Nassigny település Franciaországban, Allier megyében. Lakosainak száma 195 fő (2022. január 1.). Nassigny Audes, Chazemais, Reugny, Vallon-en-Sully és Haut-Bocage községekkel határos.

## Népesség
A település népességének változása:
| Lakosok száma | 181  | 150  | 156  | 177  | 191  | 183  | 182  | 187  | 191  | 195  |
|               | 1968 | 1982 | 1990 | 2006 | 2013 | 2015 | 2017 | 2019 | 2020 | 2022 |